# Racibor Ier
Racibor Ier (en polonais Racibor I) est né vers l’an 1112 et mort vers 1155/1158. Il a régné sur la Poméranie occidentale. Il a succédé à son frère Warcisław Ier de Poméranie, assassiné vers 1147.
Avant de monter sur le trône, Racibor résidait à Kamień Pomorski, d’où il lançait régulièrement des attaques contre le Danemark, la Suède et la Norvège. En 1135, il a coulé la flotte danoise au large de l’île de Rügen et il a complètement détruit Roskilde, la capitale des Danois. Deux chroniques scandinaves (Annales Nestredienses et Annales Sorami) relatent ces faits. En 1136, avec son neveu Dunimysł, il a pillé la ville de Konghelle. 
Lorsqu’il a succédé à son frère, il s’est installé dans la capitale Szczecin, d’où il a continué à mener régulièrement des incursions et des pillages en Scandinavie, tout en entretenant de bonnes relations avec la Pologne. 
En 1155, il a fondé l’abbaye des Prémontrés de Grobe, sur l’île d’Usedom. Les fils de Warcisław Ier de Poméranie, Bogusław et Casimir, lui ont succédé.

## Union et descendance
Racibor épouse Przybysław, probablement fille de Yaroslav Świętopełkowica prince Vladimir de Volhynie. Ils eurent deux enfants:
- Małgorzata, épouse de Bernard Ier de Ratzeberg
- Świętopełk Raciborowic

L'historiographie lui attribue également deux autres fils:
- Warcisław (?)
- Bogusław de Sławno (?)